# Come (Prince-album)
A Come Prince tizenötödik stúdióalbuma, amelyet 1994. augusztus 16-án adott ki a Warner Bros. Records. A kiadás időszakában Prince és a Warner rossz kapcsolatban voltak.
Az album volt Prince utolsó megjelenése a kiadónál a saját nevén. A szerződése végig ezek után a "Love Symbol" volt a jelvénye és "The Artist Formerly Known as Prince"-ként volt ismert.

## Háttér
A Come album legtöbb dala 1993 elején volt felvéve, ami Prince egyik legtermékenyebb időszaka volt. Egy korai kollekcióban a következő dalok címe szerepelt: a "Come", az "Endorphinmachine", a "Space", a "Pheromone", a "Loose!", a "Papa", a "Dark", és a "Poem". 1993 májusában Mayte Garcie küldött egy levelet egy Prince-magazinnak a fenti dalokat felsorolva és hozzáadva a következőket: "Interactive", "Peach", "Pope", "Solo", és "Race".  A "Peach" (1992) és a "Race" (1991, a Love Symbol-ra) kivételével az összes dalt ebben az időszakban írta Prince.
Prince névváltoztatása után nem album-formátumban akart kiadni zenét. Prince először összeállított egy Glam Slam Odyssey című albumot (Homérosz Odüsszeiája alapján), hogy teljesítse szerződésének feltételeit a Warner Bros.-val. A The Dawn egy triplalemezes album lett volna, amelynek dalainak egy része a Come-ra került fel, több pedig a The Gold Experience-re.
1994 márciusában Prince átadta a Warner Bros.-nak a Come első verzióját ("Poem", "Interactive", "Endorphinemachine", "Space", "Pheromone", "Loose!", "Papa", "Race", "Dark", "Solo", "Strays of the World"). Ez 45 perc hosszú volt és kiszivárgása óta Come Test Pressing címen ismert. A kiadó elutasította ezt a verziót és kért több új dalt is. Prince létrehozta a "Come" dalt, majd vele együtt újra elküldte a Warner Bros.-nak, akik ekkor már elfogadták azt.
Később Prince megint megváltoztatta az albumot, a rock-dalok közül eltávolította az "Interactive"-ot, az "Endorphinmachine"-t és a "Strays of the World"-öt. A "Poem"-et felbontotta több átmenetre az album során, a fennmaradt részét átnevezte "Orgasm"-re és megírta a "Letitgo"-t. A végső verziót a Warner Bros.-nak a The Golden Experience-szel együtt adta át és azt akarta, hogy egy időben adják ki azokat. A kiadó elfogadta mindkét albumot, de nem voltak hajlandók egyszerre kiadni.
Az "Orgasm"-on szereplő gitárszóló a "Private Joy" újradolgozása az 1981-es Controversy-ről. A dalon hallható nyögések Vanity-től származnak, amelyeket az 1983-as "Vibrator" dalhoz vettek föl.
Az album borítón szerepel a "Prince: 1958–1993" felirat, ami arra utal, hogy a zenész "meghalt" 1993-ban és újjászülett a "Love Symbol" név alatt. Prince mögött a Sagrada Família templom (Barcelona) látható. A fényképsorozat egy évvel korábban jelent meg Prince első könyvében, a The Sacrifice of Victor-ban.

## Számlista
Az összes dal szerzője Prince, kivéve "Solo". 
|     | Cím       | Hossz |
| --- | --------- | ----- |
| 1.  | Come      | 11:13 |
| 2.  | Space     | 4:28  |
| 3.  | Pheromone | 5:08  |
| 4.  | Loose!    | 3:26  |
| 5.  | Papa      | 2:48  |
| 6.  | Race      | 4:28  |
| 7.  | Dark      | 6:10  |
| 8.  | Solo      | 3:48  |
| 9.  | Letitgo   | 5:32  |
| 10. | Orgasm    | 1:39  |

Promóciós hanglemez:
1. "Space" (Universal Love Remix) – 6:10
2. "Space" (Funky Stuff Remix) – 5:42
3. "Letitgo" (QDIII Instrumental Mix) – 5:00
4. "Letitgo" (J-Sw!ft #3 Instrumental) – 5:43

## Közreműködők
- Prince – ének, hangszerek
- Tommy Barbarella – billentyűk (2, 7)
- Mr. Hayes – billentyűk (2, 7)
- Sonny T. – basszusgitár (2, 5, 7)
- Michael B. – dobok (2, 5, 7)
- Brian Gallagher – tenor szaxofon (1, 6, 7, 9)
- Kathy J. – bariton szaxofon (1, 6, 7, 9)
- Joseph Robinson – trombita (1, 6, 7, 9)
- Steve Strand – trombita (1, 6, 7, 9)
- Dave Jensen – trombita (1, 6, 7, 9)
- Michael B. Nelson – harsona (1, 6, 7, 9)
- Ricky Peterson – billentyűk (9)
- Eric Leeds – fuvola (9)
- Mayte – háttérének (6)
- Kathleen Bradford – háttérének (9)
- Jearlyn Steele Battle
- Vanity – vokalizáció (10)

## Kislemezek
| Cím       | Megjelenés dátuma  | Slágerlista | Slágerlista |
| Cím       | Megjelenés dátuma  | US          | US R&B      |
| --------- | ------------------ | ----------- | ----------- |
| "Letitgo" | 1994. augusztus 9. | 31          | 10          |
| "Space"   | 1994. november 1.  | –           | 71          |

## Slágerlisták
| Slágerlista (1994)                    | Legmagasabb pozíció |
| ------------------------------------- | ------------------- |
| Ausztrál Albumok (ARIA)               | 2                   |
| Osztrák Albumok (Ö3 Austria)          | 4                   |
| Holland Albumok (Album Top 100)       | 4                   |
| Német Albumok (Offizielle Top 100)    | 9                   |
| Új-zélandi Albumok (RMNZ)             | 16                  |
| Norvég Albumok (VG-lista)             | 7                   |
| Spanyol Albumok (AFYVE)               | 7                   |
| Svéd Albumok (Sverigetopplistan)      | 7                   |
| Svájc Albumok (Schweizer Hitparade)   | 4                   |
| UK Albums (OCC)                       | 1                   |
| US Billboard 200                      | 15                  |
| US Top R&B/Hip-Hop Albums (Billboard) | 2                   |

| Slágerlista (1994)                    | Pozíció |
| ------------------------------------- | ------- |
| Holland Albumok (Album Top 100)       | 97      |
| US Top R&B/Hip-Hop Albums (Billboard) | 97      |

## Minősítések
| Régió                      | Minősítés | Példányszám |
| -------------------------- | --------- | ----------- |
| Franciaország (SNEP)       | Arany     | 100,000     |
| Spanyolország (PROMUSICAE) | Arany     | 50,000      |
| Egyesült Királyság (BPI)   | Arany     | 100,000     |
| Egyesült Államok (RIAA)    | Arany     | 500,000     |